# Альварес, Артуро
Хосе Артуро Альварес Эрнандес (исп. José Arturo Alvarez Hernandez; род. 28 июня 1985, Хьюстон, Техас, США) — сальвадорский футболист, выступавший на позициях полузащитника и нападающего за сборную Сальвадора.

## Клубная карьера
На супердрафте MLS 2003 Альварес был выбран «Сан-Хосе Эртквейкс» во втором раунде под общим 13-м номером. 19 апреля 2003 года Артуро дебютировал в MLS, выйдя на замену в матче против «Канзас-Сити Уизардз». 14 июня 2003 года в матче против «Далласа» забил свой первый гол в MLS. В первом сезоне Альварес провёл 15 матчей, из них 5 в основном составе.
14 января 2005 года Артуро Альварес и Ричард Малруни с 6-м и 29-м пиками супердрафта MLS 2005 были обменяны в «Даллас» на Брэда Дэвиса с распределительными средствами и 4-м пиком супердрафта MLS 2005. Первый матч за свой новый клуб Альварес провёл 30 апреля 2005 года против «Лос-Анджелес Гэлакси». Свой первый гол за «Даллас» забил 2 июля 2005 года в матче против своего бывшего клуба «Сан-Хосе Эртквейкс».
Во время плей-офф Кубка MLS 2007 во втором полуфинальном матче конференции против «Хьюстон Динамо», при счёте 1:0 в пользу «Далласа» на 47-й минуте матча Артуро был удалён с поля. «Даллас» пропустил 4 мяча и вылетел из розыгрыша Кубка MLS. В «Далласе» Альварес провёл 3 сезона, принял участие в 88 матчах и забил 11 мячей.
28 июля 2008 года Альварес вернулся в «Сан-Хосе Эртквейкс» в обмен на распределительные средства и пик первого раунда супердрафта MLS 2009. В своём первом же матче после возвращения, 3 августа 2008 года против «Лос-Анджелес Гэлакси», Артуро отличился забитым голом.
24 ноября 2010 года сальвадорец был выбран в 10-м раунде драфта расширения MLS «Портленд Тимберс», но был тут же обменян в «Реал Солт-Лейк» на пик второго раунда (22-й общий) супердрафта MLS 2011. За РСЛ дебютировал 15 марта 2011 года в первом матче полуфинала Лиги чемпионов КОНКАКАФ 2010/11 против коста-риканской «Саприссы», выйдя на замену на 88-й минуте. После окончания сезона 2011 контракт Альвареса с «Реал Солт-Лейк» истёк.
5 декабря 2011 года на первом этапе драфта возвращений MLS 2011 Артуро был выбран «Чивас США». Однако в январе 2012 года игрок подписал двухлетнее соглашение с португальским клубом «Пасуш де Феррейра». В первом сезоне провёл 9 матчей и забил 2 гола.
7 февраля 2013 года Альварес был отдан в аренду до конца сезона в венгерский клуб «Видеотон». После успешного выступления сальвадорца руководство клуба приняло решение о его приобретении, в июне 2013 года Артуро подписал двухлетний контракт с «Видеотоном». Летом 2015 года стал свободным агентом.
3 марта 2016 года Альварес вернулся в MLS, подписав с «Чикаго Файр» однолетний контракт с опцией продления ещё на один год. За «Файр» дебютировал 6 марта 2016 года в матче стартового тура сезона против «Нью-Йорк Сити», отметившись голевой передачей. 21 мая 2016 года в матче против «Хьюстон Динамо» забил свой первый гол за «Файр».
10 декабря 2017 года Альварес был обменян в «Хьюстон Динамо» на пик второго раунда супердрафта MLS 2019. За «Динамо» дебютировал 3 марта 2018 года в матче стартового тура сезона против «Атланты Юнайтед», заменив на 68-й минуте Эндрю Уэнгера. По окончании сезона 2018 контракт Альвареса с «Хьюстон Динамо» истёк.
1 марта 2019 года Артуро Альварес официально объявил о завершении футбольной карьеры.

## Карьера в сборной
Артуро выступал за юношеские и молодёжные сборные США, однако в главную команду никогда не вызывался.
В 2009 году Альварес принял решение выступать за сборную Сальвадора. 13 августа 2009 года в рамках отборочного турнира к чемпионату мира 2010 он провёл свой первый матч.
В 2011 году Альварес был включён в заявку сборной на Золотой кубок КОНКАКАФ 2011. На турнире Артуро провёл 2 игры. В матче против сборной Кубы сальвадорец забил свой первый мяч за сборную.

## Достижения
Командные
 «Сан-Хосе Эртквейкс»
- Чемпион MLS (обладатель Кубка MLS): 2003

 «Видеотон»
- Чемпион Венгрии: 2014/15

 «Хьюстон Динамо»
- Обладатель Открытого кубка США: 2018